# Withernsea
Withernsea è un paese di 5.980 abitanti dell'East Riding of Yorkshire, in Inghilterra.